# Бедей (Арьеж)
Беде́й (фр. Bédeille, окс. Vedelha) — коммуна во Франции, находится в регионе Окситания. Департамент коммуны — Арьеж. Входит в состав кантона Сент-Круа-Вольвестр. Округ коммуны — Сен-Жирон.
Код INSEE коммуны — 09046.

## Население
Население коммуны на 2008 год составляло 83 человека.
| 1962 | 1968 | 1975 | 1982 | 1990 | 1999 | 2008 |
| ---- | ---- | ---- | ---- | ---- | ---- | ---- |
| 66   | 83   | 73   | 76   | 56   | 72   | 83   |

## Экономика
В 2007 году среди 44 человек в трудоспособном возрасте (15—64 лет) 32 были экономически активными, 12 — неактивными (показатель активности — 72,7 %, в 1999 году было 69,2 %). Из 32 активных работали 27 человек (14 мужчин и 13 женщин), безработных было 5 (4 мужчины и 1 женщина). Среди 12 неактивных 2 человека были учениками или студентами, 3 — пенсионерами, 7 были неактивными по другим причинам.